# هیرو کاناگاوا
هیرو کاناگاوا (انگلیسی: Hiro Kanagawa؛ زادهٔ ۱۳ اکتبر ۱۹۶۳) یک هنرپیشه و فیلم‌نامه‌نویس اهل ژاپن-کانادا است.
از فیلم‌ها یا برنامه‌های تلویزیونی که وی در آن نقش داشته است می‌توان به روزی که دنیا از حرکت ایستاد، الکترا، سلطان مبارزان، جوخه سرد، گودزیلا، گناهکار، آشفتگی ۲، سوزنی در انبار زمان و روزگار آدلین اشاره کرد.